# Pavel Tonkov
Pavel Sergejevitsj Tonkov (Russisch: Павел Сергеевич Тонков) (Izjevsk, 9 februari 1969) is een voormalig Russisch wielrenner, die prof werd in 1992.

## Biografie
Tonkov begon eerst met zwemmen, maar op zijn elfde won hij reeds zijn eerste wielerkoersje. Hij werd wereldkampioen bij de junioren in 1987 in Italië, waar hij Erik Dekker klopte. Door problemen met de USSR kon hij pas een profcontract tekenen in 1992. Dat eerste jaar was hij meteen succesvol in de Ronde van Italië, de koers waarvan hij nog altijd het meeste houdt. Hij werd zevende in het eindklassement en was de beste jongere. In de daaropvolgende jaren zou hij ereplaatsen blijven verzamelen: vijfde - vierde - zesde.
Ondertussen won hij ook de Ronde van Zwitserland, en ook in de Ronde van Frankrijk liet hij zich horen, door in de bergen mee te strijden met Marco Pantani en Miguel Indurain. In 1996 zou hij dan eindelijk de overwinning behalen in de Giro. In 1997 en 1998 werd hij telkens tweede in de Giro op zeer geringe achterstand van de respectievelijke winnaars, Ivan Gotti en Pantani.
Mede door die ereplaatsen besloot Tonkov in 1999 zich volledig op de Tour te richten. Maar in het voorjaar werd hij ziek, tijdens de Tour viel hij verschillende keren en drie dagen voor het einde liet hij een bijna zekere top tien plaats liggen (iets was hem in 1994 en 1995 ook al overkwam), toen zijn schoonvader stierf. Op een tweede plaats op Alpe d'Huez na, kon hij dus weinig prestaties neerzetten.
Vanaf toen is het een beetje bergaf gegaan met zijn prestaties, hij werd wel nog twee keer vijfde in de Giro en derde en vierde in de Vuelta. Hij kende ook veel tegenslag doordat zijn ploeg Mercury-Viatel in 2001 failliet ging en hij in 2002 lange tijd ziek was.
In 2003 verliep alles goed in zijn voorbereiding op de Giro. Zo werd hij onder meer derde in de Italiaanse semi-klassieker de Ronde van de Apennijnen achter de later Girowinnaar Gilberto Simoni. Maar drie dagen voor de start moest hij naar het hospitaal met rugklachten. Hij kon nog vertrekken en tijdens de eerste bergrit was hij samen met zijn oud-ploegmaat Andrea Noè de enige die het tempo kon volgen van de uiteindelijke eerste twee van de Giro: Gilberto Simoni en Stefano Garzelli. Maar enkele dagen later moest hij afstappen door zijn rugproblemen.
In 2003 was het erg onzeker of Tonkov ooit nog een wielerwedstrijd zou kunnen rijden maar in 2004 was hij er toch opnieuw bij. Dat jaar reed hij zijn laatste Giro, waarin hij nog 13de werd en de rit naar de beklimming naar Fondo Sarnonicon winnend afsloot. Aan het eind van het wielerseizoen 2005 besloot Tonkov definitief te stoppen als profwielrenner.

## Belangrijkste overwinningen
1987
- Wereldkampioenschap op de weg, Junioren

1989
- 7e etappe Ronde van Slowakije
- Eindklassement Ronde van Slowakije
- Duo Normand (met Romes Gajnetdinov)

1990
- 7e etappe deel A Vredeskoers

1991
- Eindklassement Ronde van Chili

1992
- 1e etappe Wielerweek van Bergamo
- 8e etappe Wielerweek van Bergamo
- Eindklassement Wielerweek van Bergamo
- Jongerenklassement Ronde van Italië

1993
- 4e etappe Ronde van Zwitserland
- Jongerenklassement Ronde van Italië

1994
- 2e etappe Wielerweek van Bergamo
- 1e etappe Grand Prix du Midi Libre

1995
- 8e etappe Ronde van Zwitserland
- Eindklassement Ronde van Zwitserland

1996
- 13e etappe Ronde van Italië
- Eindklassement Ronde van Italië
- 2e etappe Wielerweek van Bergamo
- 3e etappe Wielerweek van Bergamo
- 5e etappe Wielerweek van Bergamo
- Eindklassement Wielerweek van Bergamo
- 1e etappe Ronde van Romandië

1997
- Ronde van de Apennijnen
- 4e etappe Ronde van Romandië
- Eindklassement Ronde van Romandië
- 3e etappe Ronde van Italië
- 5e etappe Ronde van Italië
- 21e etappe Ronde van Italië
- 13e etappe Ronde van Spanje
- 15e etappe Ronde van Spanje

1998
- Ronde van de Apennijnen
- 2e etappe Wielerweek van Bergamo
- 7e etappe Wielerweek van Bergamo
- 18e etappe Ronde van Italië

1999
- LuK Cup

2002
- 17e etappe Ronde van Italië

2004
- 17e etappe Ronde van Italië

2005
- 1e etappe Clásica Alcobendas
- Eindklassement Clásica Alcobendas

## Resultaten in voornaamste wedstrijden
| Jaar | Ronde van Italië | Ronde van Frankrijk | Ronde van Spanje |
| ---- | ---------------- | ------------------- | ---------------- |
| 1992 | 7e               |                     |                  |
| 1993 | 5e               |                     |                  |
| 1994 | 4e               | opgave              |                  |
| 1995 | 6e               | opgave              |                  |
| 1996 | ↑ (1)            |                     |                  |
| 1997 | ↑ (3)            |                     | opgave (2)       |
| 1998 | ↑ (1)            |                     |                  |
| 1999 |                  | opgave              | 4e               |
| 2000 | 5e               |                     | ↑                |
| 2001 |                  |                     |                  |
| 2002 | 5e (1)           |                     | 67e              |
| 2003 | opgave           |                     |                  |
| 2004 | 13e (1)          |                     | opgave           |

| Jaar | Milaan-San Remo | Amstel Gold Race | Luik-Bast.‑Luik | Ronde van Lombardije |  | WK op de weg |
| ---- | --------------- | ---------------- | --------------- | -------------------- |  | ------------ |
| 1992 |                 |                  |                 | 14e                  |  |              |
| 1993 |                 | 63e              |                 |                      |  |              |
| 1994 | 141e            |                  |                 | 44e                  |  |              |
| 1995 |                 |                  |                 | 14e                  |  |              |
| 1996 |                 |                  |                 |                      |  |              |
| 1997 |                 |                  |                 |                      |  |              |
| 1998 |                 |                  |                 |                      |  |              |
| 1999 |                 |                  |                 | 19e                  |  | 18e          |
| 2000 |                 |                  |                 |                      |  |              |
| 2001 | 152e            |                  | 16e             |                      |  |              |
| 2002 |                 |                  |                 |                      |  |              |
| 2003 |                 |                  |                 |                      |  |              |
| 2004 |                 |                  |                 |                      |  |              |

Belli ·
Bincoletto ·
Bodyk ·
Bono ·
Bontempi ·
Bortolami ·  
D. Bramati ·
L. Bramati ·
Cortinovis ·
Krawczyk ·
Lombardi ·
Martinelli · 
Nicoletti ·
Piovani ·
Spruch ·
Svorada ·  
Szerszynski · 
Tonkov
Abdoezjaparov ·
Allocchio ·
Belli ·
Bono ·
Bortolami ·  
D. Bramati ·
L. Bramati ·
Cortinovis ·
da Silva ·
Fondriest ·
Gualdi ·
Hontsjenkov ·
Lietti ·
Lombardi ·
Oesjakov · 
Spruch ·
Svorada ·  
Szerszynski · 
Tonkov ·
Zen ·
Totschnig (stagiair)
Belli ·
Bramati ·
Conti ·
Faresin ·
Fondriest ·
Galletti ·
Gualdi ·
Hontsjenkov ·
Lietti ·
Lombardi ·
Serpellini · 
Spruch ·
Svorada ·  
Tonkov ·
Trepin ·
Zen ·
Prada (stagiair)
Baronti ·
Belli ·
Bramati ·
Conti ·
Dolci ·
Faresin ·
Fondriest ·
Galletti ·
Hontsjenkov ·
Perona ·
Serpellini · 
Spruch ·
Svorada ·  
Tonkov ·
Zanolini ·
Zen
Abe ·
Baronti ·
Belli ·
Bramati ·
Camenzind ·
Conti ·
Dolci ·
Faresin ·
Fois ·
Galletti ·
Missaglia ·
Panzeri ·
Previtali ·
Serpellini · 
Spruch ·
Svorada ·  
Tonkov
Abe · Ballerini · Bomans · Bramati · Bugno · Camenzind · Di Grande · Faresin · Fois · Jaskuła · Lanfranchi · Leysen · Mattan · Missaglia · Museeuw  · Nardello · Peeters · Pianegonda · Spruch · Steels · Svorada · Tafi · Tonkov · Vandenbroucke · Zanini · Algeri (stagiair) 
Ballerini · Belohvoščiks · Bramati · Bugno · Camenzind  · Codol · Di Grande · Faresin · Figueras · Frutti · Lanfranchi · Leysen · Mattan · Missaglia · Museeuw · Nardello · Peeters · Pianegonda · Spruch · Steels · Svorada · Tafi · Tonkov · Vandenbroucke · Zanini · Hunter (stagiair) · Huvaere (stagiair) · Van Nueten (stagiair)
Baffi · Bartoli · Bettini · Bramati · Di Grande · Faresin · Fernández Ginés · Figueras · Fornaciari · Hoste · Lanfranchi · Leysen · McRae · Merckx · Müller · Museeuw · Nardello · Nocentini · Noè · Peeters · Rodriguez · Scinto · Steels · Steinhauser · Tafi · Tani · Tonkov · van Heeswijk · Zanini · Gerosa (stagiair) · Nikačević (stagiair) · O'Bee (stagiair)
Baffi · Bartoli · Beltrán · Bettini · Bodrogi · Bramati · Chesini · Cioni · D'Amore · Faresin · Fernández Ginés · Figueras · Fornaciari · Freire  · Hoste · Hulsmans · Koehler · Lanfranchi · Leysen · McRae · Merckx · Museeuw · Nardello · Nocentini · Noè · Paolini · Peeters · Pozzato · Ratti · Rizzi · Rodriguez · Scinto · Steels · Tafi · Tani · Tonkov · van Heeswijk · Wegelius · Zanini · Cancellara (stagiair) · Petrov (stagiair) · Rogers (stagiair)
Axelsson (tot 01/09) ·
van Bon ·
Bouchard-Hall ·
Chotard (tot 15/09) ·
Cooke ·
Drew ·
Fraser ·
Frischkorn ·
Guidi ·
Horner (tot 15/09) ·
Koerts ·
Landis ·
McRae (tot 31/08) ·
Moninger ·
Peters ·
Pic ·
Sayers ·
Scanlon ·
Stojanov ·
Teterioek ·
Tonkov ·
Van Bondt ·
Van Petegem (tot 12/09) ·
Vansevenant ·
Vogels ·
Wayne ·
Wherry ·
Zajicek ·
Lechuga (stagiair) ·
Tuft (stagiair) ·
Wilson (stagiair) 
Barbero · 
Belohvoščiks · 
Bertogliati · 
Bertoletti ·   
Codol · 
Cortinovis · 
Dierckxsens · 
Frutti · 
Gárate · 
Kadlec · 
Loddo ·
Missaglia · 
Pagliarini · 
Piccoli · 
Pinotti · 
Quinziato ·
Rumšas (tot 28/07) ·
Sciandri ·
Serpellini · 
Spruch · 
Svorada · 
Tonkov ·
Verstrepen
Andriotto ·
Beuchat · 
Calcagni · 
Casagrande ·
Cavallari · 
Celli ·
Cheula ·
Garzelli ·
Gerosa ·  
Gili · 
Kadlec · 
Longo Borghini ·
A. Masciarelli · 
S. Masciarelli ·
Mason ·
Milesi ·  
Sgambelluri ·  
Sironi · 
Tomi · 
Tonkov ·
Zampieri ·
Zanotti ·
Zinetti ·
Ghiare (stagiair) ·
Mugerli (stagiair)
Aggiano ·
Boglia · 
Chalilov · 
Contrini ·  
De Gaspari · 
De Paoli ·
Del Biaggio ·
Fanelli ·
Hernández · 
Konysjev · 
Maccanti ·
Maserati ·
Masolino · 
Muraglia ·
Napolitano ·
Nardello ·
Pieri ·   
Santambrogio ·
Tiberio ·
Tonkov ·
Grazia (stagiair) · 
Turrina (stagiair)